# Bill Cummings
Pour les articles homonymes, voir Cummings.
Bill Cummings, dit Wild Bill (en référence à Buffalo Bill), né le 11 novembre 1906 à Chicago (Illinois) et décédé le 8 février 1939 à Oklahoma City (Oklahoma), était un pilote automobile américain, vainqueur des 500 miles d'Indianapolis.

## Biographie
Sa première course en AAA a lieu à Langhorne au début du mois de mars 1930, et se traduisit immédiatement par une victoire, sur Miller. La dernière fut à Syracuse, en 1938.
Il mourut après un accident de la route au volant d'une voiture de tourisme sur la route nationale 29 reliant Indianapolis : il percuta un rail de sécurité, plongeant en contrebas d'une hauteur de 50 pieds (15 mètres) dans un ruisseau, le Lick Creek. Des passants le sortirent de l'eau encore vivant, mais il décéda à l'hôpital deux jours plus tard.

## Titre
- American Championship car racing (AAA) : 1934 (avec les teams Boyle et DePaolo) ;
  - vice-champion AAA en 1935 (team Boyle Products) ;
  - 3e du championnat AAA en 1930 (sur Century Tire et Duesenberg).

## Victoires en championnat AAA
(6 victoires et 10 pole positions pour 35 courses, entre 1930 et 1938)
- 1930 : Langhorne et Syracuse;
- 1932 : Oakland 150;
- 1933 : Detroit 100 et Syracuse 100;
- 1934 : International 500 Mile Sweepstakes (Indy 500), sur Miller du H. C. Henning team.

(nb : en 9 participations consécutives à l'Indy 500 de 1930 à 1938, il a aussi obtenu 2 pole positions – en 1933 et 1937 –, une 3e place en 1935, et 3 "top 5")